# 芳原舞人
芳原 舞人（よしはら まいと）は、日本の漫画家。児童誌から成年誌まで、幅広く活動している。

## 作品リスト

### 成人向け
- 快感ハウスメイド性活~Eins~ (Kindle版) 2013年2月22日発売
- 妹×3 (メガストアコミックスシリーズ No. 320)[1] 2011年10月31日発売 ISBN 978-4864361514
- コミック メガストアH 9月号 (妹×3～ふたりとひとりの気持ち～) 2011年8月2日発売
- コミック メガストアH 7月号(妹×3～元に収まる忘れ物～) 2011年6月2日発売
- コミック メガストアH 5月号(妹×3～ふわりゆらり妹心～) 2011年4月2日発売
- コミック メガストアH 4月号(妹×3～お楽しみ♥パジャマ会～) 2010年3月2日発売
- コミック メガストアH 12月号(純妹☆テンプテーション) 2009年11月2日発売
- コミック メガストアH 10月号(やきもち☆純妹トラップ) 2009年9月2日発売
- コミック メガストアH 3月号(天然純妹ドロップ☆) 2009年2月2日発売
- 闘姫凌辱 Vol.10―闘うヒロイン陵辱アンソロジー (10) (二次元ドリームコミックス 13) イラスト 2005年12月3日発売 ISBN 978-4860322298

### 一般向け
- こいけん! (MFコミックス アライブシリーズ) 2011年2月23日発売 ISBN 978-4840137515